# Curtiss Kingbird
El Curtiss Kingbird (Model 55) fue un avión comercial construido en pequeñas cantidades en los Estados Unidos, a principios de los años 30 del siglo XX.

## Diseño y desarrollo
Era un avión bimotor con un fuselaje derivado del monomotor Curtiss Thrush. El Kingbird tenía dos góndolas motoras montadas en los soportes a ambos lados del fuselaje que arriostraban el ala y el tren de aterrizaje. Una característica de diseño distintiva era el morro romo del avión, localizado por detrás de los arcos de las hélices. Esto permitía que se montaran los motores más cerca uno del otro y de la línea central del avión, con lo que se minimizaba el empuje asimétrico en caso de un fallo de motor. Por la misma razón, el único empenaje del Thrush fue reemplazado por colas gemelas en el Kingbird, y el modelo principal de producción, el D-2, fue equipado con un segundo estabilizador horizontal y elevador, entre estos empenajes.
Eastern Air Transport fue el principal operador del Kingbird, volando 14 de ellos durante unos pocos años. El Cuerpo de Marines de los Estados Unidos también compró un ejemplar, designándolo primero como JC-1, y luego RC-1, que usó como ambulancia.

## Variantes
Kingbird C
Prototipo propulsado por motores Curtiss R-600 Challenger de seis cilindros de 138 kW (185 hp). Uno construido, encontrado falto de potencia. Más tarde convertido a Kingbird J.
Kingbird D-1
Segundo y tercer prototipos (previamente Kingbird J-3 y J-2) propulsados por motores radiales Wright Whirlwind J-6-7 de 225 hp. Más tarde convertido al estándar D-2.
Kingbird D-2
Aviones de producción con motores Whirlwind J-6-9 de 224 kW (300 hp). 14 construidos más dos convertidos desde D-1.
Kingbird D-3
Transporte ejecutivo único de Curtiss. Dos motores Whirlwind J-6-9 de 246 kW (330 hp). Asientos para cinco pasajeros.
Kingbird J
Primer prototipo tras la remotorización con motores Whirlwind.
Kingbird J-2
Tercer prototipo, motores J-6-7.
Kingbird J-3
Segundo prototipo, motores J-6-9.
RC-1
Un solo Kingbird D-2 para la Armada estadounidense, ordenado originalmente como JC-1 (J por utilitario), pero entregado como RC-1 (R por transporte).

## Operadores
Estados Unidos
- Eastern Air Transport
- Cuerpo de Marines de los Estados Unidos

 Turquía
- Turkish Airlines (como Administración de Aerolíneas Estatales)

## Especificaciones (D-2)
Referencia datos: Curtiss Aircraft, 1907–1947

### Características generales
- Tripulación: Uno (piloto)
- Capacidad: Siete pasajeros
- Longitud: 10,49 m
- Envergadura: 16,61 m
- Altura: 3,05 m
- Superficie alar: 37,6 m2
- Perfil alar: Curtiss C-72[5]
- Peso vacío: 1759 kg
- Peso cargado: 2774 kg
- Planta motriz: 2× motor radial de nueve cilindros refrigerado por aire Wright J-6-9 Whirlwind.
  - Potencia: 220 kW (300 hp) cada uno.

### Rendimiento
- Velocidad máxima operativa (Vno): 229 km/h
- Velocidad crucero (Vc): 180 km/h
- Alcance: 668 km
- Techo de vuelo: 4900 m (16 000 pies)
- Régimen de ascenso: 5,1 m/s (1000 pies/min)

### Secuencias de designación
- Secuencia Numérica (interna de Curtiss): ← 52 - 53 - 54 - 55 - 56 - 57 - 58 →
- Secuencia J_C (Aviones Utilitarios de la Armada estadounidense, 1931-1955 (Curtiss, 1922-62)): JC
- Secuencia R_C (Aviones de Transporte de la Armada estadounidense, 1931-1962 (Curtiss, 1922-1962)): RC - R4C - R5C

### Listas relacionadas
- Anexo:Aeronaves militares de los Estados Unidos (navales)